# Planeta B
Planet B és una sèrie dramàtica de ciència-ficció emesa per primera vegada a BBC Radio 7 el 2 de març de 2009 com a part de la temporada de ciència-ficció de BBC Radio entre febrer i març de 2009. El planeta B està ambientat en un món virtual anomenat "Planeta B", en el qual la gent juga com a avatars a mida real. La primera sèrie segueix a John Armstrong, que intenta trobar a la seva xicota Lioba Fielding, que està morta al món real, però viu al planeta B. Mentre viatja entre diversos mons, s’enreda en una sèrie d’escenaris estranys, teletransportant-se d’entre totes el seu company Medley, un "avatar canalla" que no té controlador humà. Tot el temps, John i Medley estan sent vigilats per un programa antivirus semblant a un gos anomenat Cerberus, que, juntament amb la Corporació Planet B, considera que els canalla són un virus informàtic que cal eliminar. A la segona sèrie, Lioba fuig del planeta B i viatja pel món virtual amb l'expert en jocs d'ordinador Kip Berenger després que siguin atacats per Cerberus.
La sèrie va ser creada per Sam Hoyle, Jessica Dromgoole i Matthew Broughton amb James Robinson. La primera sèrie va tenir deu episodis i va ser l'encàrrec més gran de la BBC Radio 7 per a una sèrie dramàtica original. Una segona sèrie de cinc capítols es va emetre del 29 de novembre de 2009 al 27 de desembre. Una tercera sèrie va començar el 30 de gener de 2011.

## Argument

### Sèrie 1
Lioba Fielding és una de les persones que hi ha darrere del "Planeta B", un món virtual que s'anuncia com: "On pots ser el que vulguis". Planet B permet als seus usuaris descarregar-se-hi i jugar com un avatar a mida real en un món 3D dissenyat per ser el més realista possible. El planeta B conté diversos entorns, incloent escoles, el salvatge oest, i la Roma antiga.
Lioba se suïcida al món real llançant-se des d’un penya-segat, per a l’angoixa i l’horror del seu xicot John Armstrong. Després, John es descarrega a si mateix al planeta B i entra a la secció anomenada "Moments d'or" que li permet interpretar els millors moments de la seva vida, però una falla tècnica fa que es vegi obligat a veure constantment el funeral de Lioba. John, juntament amb la seva amfitriona virtual i el seu guia Medley, descobreixen que el problema gira al voltant de Lioba. John comença llavors a veure records que no són seus, sinó de Lioba. Per tant, comença a creure que Lioba encara és viu en algun lloc del planeta B. John i Medley decideixen buscar el planeta B en un intent de trobar-la saltant a una fractura del sistema, participant en els diversos jocs i mons del sistema com van junts. No obstant això, quan surten de la fractura, John ja no és el seu avatar, sinó ell mateix amb el seu ADN digitalitzat. Com a resultat, sent tot el que hi ha al Planeta B de debò i, si el maten en un joc, morirà realment.
Desconeguts per a ells, Lioba és viva al Planeta B. Actualment intenta eliminar la xarxa de virus. Ho fa amb l'ajuda de Cerberus, un programa antivirus cruel dissenyat per semblar un cerberus que destrueix els virus esquinçant-los.
John descobreix que Medley és de fet un "avatar canalla", una forma avançada de virus informàtic que pot pensar per si mateix. Medley fa de la seva missió esdevenir més humans, protegir els altres canalla i fer-los iguals que els humans. Aprèn que ha de conduir els canalla a la llibertat de la corporació que hi ha darrere del planeta B. Cerberus, no obstant això, veu a Medley i als altres canalla com a virus que s’han d’eliminar abans de destruir el planeta B i els vulgui perseguir. En un intent de rastrejar-los, Lioba es desfà de les seves emocions "més febles" per rastrejar els canalla, ja que els canalla els utilitzen per sentir emocions ells mateixos. John hi accedeix, però quan es troba amb el més fred i cruel Lioba, es vol matar. No obstant això, John i Medley sempre es teletransporten a la seguretat abans de passar-hi bé.
L'estat sense emocions de Lioba fa que actuï de manera menys racional i, com a resultat, la corporació la deté. Es considera que ha de ser suprimida. Abans que això passi, John aconsegueix trobar-la i retornar-li les emocions. Acorden deixar el planeta B i trobar-se a la vida real. No obstant això, després que ho facin, Lioba es posa malalt i va a un hospital, on John descobreix que Medley és un dels membres del personal. John descobreix que no només continua al planeta B, sinó que Lioba no té cap cos físic, de manera que ella no pot marxar. La malaltia de Lioba prové d’un pegat dissenyat per eliminar els canalla. John i Medley ajuden a curar Lioba i s’uneixen per evitar que es destrueixin més canalla. Cerberus els enfronta i lluita amb Medley, mentre que John i Lioba fugen cap a la seguretat.

### Sèrie 2
La segona sèrie té lloc un temps després dels esdeveniments de la primera sèrie. S'esmenta que John, Medley i Lioba ajuden a liderar un aixecament dels avatars canalla que va provocar que el planeta B declari que tots els canalla són proscrits. Lioba ha canviat la seva aparença i veu i actualment fuig de la corporació Planet B. Es desconeix el parador de John, i es fa suposar que Medley ha estat assassinat per Cerberus, que des de llavors ha perdut la feina i ara està matant avatars controlats tant humans com canalla com ell considera convenient.
Es presenta un nou personatge anomenat Kip Berenger (Joseph Cohen-Cole), un expert en jocs d’ordinador que va seguir la revolta i que és fan de Lioba. Mentre es troba en un lloc web de cites al planeta B, entra en contacte amb Lioba i li ofereix la seva ajuda. Al principi es mostra reticent, però quan els dos són atacats per Cèrber fugen junts. Kip revela més tard que, igual que Lioba, està mort al món real.
Mentre viatgen de món en món, Lioba i Kip aprenen que les persones que hi ha darrere del planeta B semblen matar persones a la vida real per una raó desconeguda. També hi ha més persones que han mort a la vida real, però que encara existeixen al planeta B, conegut com a "No tenen", en oposició a les que encara viuen, conegudes com a "Haves". A més, el món real es troba en el caos per diverses raons inexplicables.
Kip i Lioba entren en un lloc anomenat "The Underworld", que és similar a la mitologia grega. Mentre hi és, Lioba es converteix en una gorgona i l'única manera d'escapar és que Kip converteixi Lioba en pedra. Al final de la sèrie, Kip plora en adonar-se que ha comès un assassinat i que ara és mestre de Cerberus.

### Sèrie 3
A la tercera sèrie, Mark Schwartz, el cap del planeta B, anuncia que el planeta B original es tancarà i serà substituït per un nou servei, el planeta B Platinum. Afirma que és per proporcionar un servei nou, però està realment dissenyat per matar a tots els canalla del lloc antic.
Kip es troba actualment en un lloc que simula la Selva Negra on troba una veu, que resulta ser Medley, que va poder tornar dels morts perquè quan moren canalla el seu codi passa a formar part del planeta B. Kip i Medley viatgen entre mons en un intent de trobar un codi que els permeti accedir al "botó de restabliment" que restaurarà el planeta B al seu estat original. Tot i això, Cerberus els persegueix, que ha estat actualitzat i s’ha tornat encara més violent.
Kip aconsegueix aprendre el codi, però sembla que és massa tard. El planeta B s'apaga, i el món virtual es va destruint lentament. Tot i això, descobreixen el botó de reinici i intenten introduir el codi. Quan arriben a ella, Schwartz apareix i intenta aturar-los, però al seu torn és detingut per Cerberus. Cerberus ajuda a Kip i Medley, després d’haver après que ell també és un canalla i que la corporació va implantar falsos records per fer-li creure que tenia una vida fora del planeta B. El codi s’activa i es prem el botó, restablint tot el planeta. B.

## Repartiment
| Personatge     | Temporada 1     | Temporada 2       | Temporada 3     |
| -------------- | --------------- | ----------------- | --------------- |
| Planeta B.     | Adjoa Andoh     | Adjoa Andoh       | Adjoa Andoh     |
| Cerberus       | Chris Pavlo     | Chris Pavlo       | Chris Pavlo     |
| John Armstrong | Gunnar Cauthery |                   | Gunnar Cauthery |
| Medley         | Lizzy Watts     | Claire Harry      |                 |
| Lioba Fielding | Donnla Hughes   | Tessa Nicholson   |                 |
| Kip Berenger   |                 | Joseph Cohen-Cole | Lloyd Thomas    |

## Producció
Planet B és la comissió dramàtica més gran de la BBC Radio 7, amb la primera sèrie de deu episodis. Va ser emès com a part d’una temporada de ciència-ficció a la ràdio BBC. Broughton actua com a escriptor principal del programa. Dromgoole, el productor de la sèrie, descriu el personatge de John com "un personatge real atrapat en una ciència-ficció. Per tant, en cert sentit, és el nostre guia. És molt escèptic al respecte i és innocent amb tot el que hi troba. "
James Robinson, editor de guions de Planet B, va dir que un dels principals avantatges d'una sèrie com aquesta és que es pot configurar en qualsevol lloc dient: "Una setmana són westerns, una setmana són òperes espacials de ciència-ficció completes i això és una de les coses bones dels millors conceptes de ciència-ficció. Crec que, ja ho sabeu, el Doctor Who i el Quantum Leap, obteniu un espectacle diferent cada setmana ".
El repartiment de Planet B prové de la Radio Drama Company, una companyia de ràdio de repertori. Això es deu al fet que no costen res d’utilitzar i el pressupost de l'espectacle és reduït. El repartiment de Radio Drama Company canvia cada sis mesos, cosa que significa que el repartiment del planeta B canvia cada sèrie.
Tots els episodis estan disponibles per descarregar-los com a podcast. Prop de 25.000 persones van descarregar la primera sèrie.
La segona sèrie es va promocionar mitjançant un anunci binaural en línia. També s’utilitza per llançar un esquema pilot d’una "recuperació de la sèrie" a la BBC iPlayer, en què els episodis estaran a l’iPlayer durant més de set dies perquè la gent pugui posar-se al dia amb tota la sèrie.

## Recepció
La sèrie va rebre crítiques sobretot positives. Phil Daoust de The Guardian va seleccionar Planet B com a opció del dia en què es va emetre el programa per primera vegada. Va escriure que "és probable que sigui una d'aquestes experiències d'amor o odi". El 6 de març de 2009, Scott Matthewman de The Stage va escriure: "Estic vergonyós, ja que em vaig perdre aquest intens drama de la sèrie de la vista prèvia de la setmana passada. El relat de Matthew Broughton sobre un món virtual que funciona malament és fascinant ".
Ian Dunn de One Giant Leap també va escriure positivament: "La sèrie ha estat increïblement captivadora. La situació de l'espectacle permet que es pugui ambientar a qualsevol lloc, de la mateixa manera que Doctor Who. La trama és atractiva i realment et preocupen els personatges ". També va comentar: "Una cosa interessant de la sèrie fins ara és que alguns dels escenaris han estat més aviat adults per a un programa emès a les 18:00. Un episodi, ambientat en un món romà, presentava una escena en una masmorra sexual. Una altra de les imatges de Cerberus era fer el que fan tots els gossos (per molt que tinguin el cap) i orinar en una moto, doncs mig home, mig moto ".